# Alford (Massachusetts)
Alford es un pueblo ubicado en el condado de Berkshire en el estado estadounidense de Massachusetts. En el Censo de 2010 tenía una población de 494 habitantes y una densidad poblacional de 16,53 personas por km².

## Geografía
Alford se encuentra ubicado en las coordenadas 42°15′16″N 73°25′45″O / 42.25444, -73.42917. Según la Oficina del Censo de los Estados Unidos, Alford tiene una superficie total de 29.89 km², de la cual 29.78 km² corresponden a tierra firme y (0.36%) 0.11 km² es agua.

## Demografía
Según el censo de 2010, había 494 personas residiendo en Alford. La densidad de población era de 16,53 hab./km². De los 494 habitantes, Alford estaba compuesto por el 97.77% blancos, el 0.61% eran afroamericanos, el 0% eran amerindios, el 0.61% eran asiáticos, el 0% eran isleños del Pacífico, el 0% eran de otras razas y el 1.01% pertenecían a dos o más razas. Del total de la población el 0.4% eran hispanos o latinos de cualquier raza.